# Tudhalija II
Tudhalija II (czasem określany też jako Tudhalija I) – król Hetytów z początków istnienia imperium hetyckiego, panujący w latach ok. 1430–1410 p.n.e. lub ok. 1420–1400 p.n.e. (według niektórych źródeł około 1460–1440 p.n.e.), ojciec Arnuwandy I. Zapoczątkował nową dynastię, za której panowania państwo hetyckie stało się – obok Egiptu i Mitanni – jedną z największych potęg starożytnego Bliskiego Wschodu. On sam przesunął granice państwa na wschód, zajmując Isuwę, bogatą w miedż prowincję we wschodniej Anatolii. Na zachodzie zawarł szereg sojuszy z władcami królestw Ahhijawa i Arzawa.